# Благовещенская церковь (Красноярск)
Благовещенская церковь (церковь Благовещения Пресвятыя Богородицы) — первая церковь в Красноярске, построенная по чертежам, третий каменный храм в городе.

## История
В январе 1795 года жители Красноярска направили в духовное правление прошение о строительстве нового храма:
многие сего города Красноярска разного звания люди возимели усердное желание соорудить нам иную двухэтажную церковь и украсить её подобающим благолепием, в нижнем — во имя благовещения пресвятые богородицы, а в верхнем — святого апостола и евангелиста Иоанна богослова, на отведенном прежде по плану очень хорошем и пристойном месте, огражденном деревянною оградою, в длину и ширину по тридцати по семи сажен, где ныне без службы стоит деревянная Покрова богородицы, вместо которой на другом месте в то ж именование создана и украшена церковным благолепием каменная с приделами церковь, в коей и служба происходит…
Деревянную Покровскую церковь перенесли примерно на место нынешнего каменного храма.
Был получен указ архиепископа Варлаама (Петрова) из Тобольска о строительстве церкви, и в 1802 году началась заготовка бутового камня, кирпича, леса, железа, извести, копание рва под фундамент; а 3 ноября 1804 года была совершена закладка церкви.
В расходной книге 1801—1808 годов упоминаются енисейские мастера Григорий Бусыгин и Поспелов, получившие 30 рублей за «Здеание планов». Контролировал постройку и вёл расчёты с подрядчиками красноярский купец Егор Пороховщиков.
Строили церковь енисейские каменщики, возглавляемые иркутским мастером Иваном Прохоровым.
В 1808 году был завершён нижний тёплый Благовещенский храм, и строительство приостановилось. В 1811 году «строителем» церкви вместо Пороховщикова был выбран купец П. Ф. Ларионов. В начале 1812 года взамен не понравившегося горожанам И. Прохорова был приглашён мастер из Енисейска И. И. Огрысков.
Основные строительные работы были завершены в 1812 году. Строительство продолжалось до начала 1820-х годов. Двухэтажный храм имел четыре придела на двух этажах и каменную часовню в честь Иверской иконы Божией Матери (1866). Храм имел библиотеку и церковно-приходское попечительство. Один придел посвящался Александру Невскому. Александр I в 1820 году подарил церкви образ святого благоверного князя Александра Невского, написанный академиком Алексеем Егоровым.
В 1829—1831 годах красноярские мастера Е. Ушаков и Ф. Быкасов пристроили к западному фасаду церкви четырёхколонный портик и возвели вокруг здания кирпичную ограду. Позднее с южной стороны был возведён придельный храм Зосимы и Савватия, а к северному фасаду пристроили помещения ризницы и сторожевской с часовней Иверской иконы Божией Матери.
Одна из центральных улиц города, идущая от храма, стала называться Благовещенской.
17 марта 1919 года в Благовещенской церкви епархиальный архиерей в сослужении многочисленного духовенства отпел священника Михаила Каргополова, зверски убитого красными партизанами 31 января. Тело Каргополова было погребено рядом с церковью.
В советские времена были разрушены купольные завершения, а в церкви размещался пушно-меховой склад.
Проект реставрации и воссоздания Благовещенской церкви выполнялся в 1983 году. Само же восстановление было выполнено уже в начале XXI века.